# Югенхайм-ин-Райнхессен
Югенхайм-ин-Райнхессен (нем. Jugenheim in Rheinhessen) — община в Германии, в земле Рейнланд-Пфальц. 
Входит в состав района Майнц-Бинген. Подчиняется управлению Нидер-Ольм.  Население составляет 1598 человек (на 31 декабря 2010 года). Занимает площадь 6,17 км².